# Бокша-Маре
Бокша-Маре (рум. Bocșa Mare) — село у повіті Хунедоара в Румунії. Входить до складу комуни Чертежу-де-Сус.
Село розташоване на відстані 297 км на північний захід від Бухареста, 15 км на північний схід від Деви, 97 км на південний захід від Клуж-Напоки, 141 км на схід від Тімішоари.

## Населення
За даними перепису населення 2002 року у селі проживали 20 осіб, усі — румуни. Усі жителі села рідною мовою назвали румунську.